# David Hedegård
Oskar David Leonard Hedegård, född 29 november 1891 i Röks församling i Östergötlands län, död 3 oktober 1971 i Vaksala församling i Uppsala län, var en svensk teolog och bibelöversättare. 

## Biografi
David Hedegård växte upp i Heda i Östergötland varifrån han tog sitt namn. 

### Verksam inom Svenska Missionsförbundet
Han var först verksam inom Svenska Missionsförbundet, där han blev medlem 1909. Han var  predikant i Spelvik-Husby missionskrets 1911–1912 och därefter 1913–1915 i Mariefreds missionsförsamling. Han genomgick 1915–1917 Missionsförbundets teologiska seminarium på Lidingö och blev 1917 predikant i Jönköpings Ansgariiförening. 
Efter studentexamen som privatist 1920 flyttade han till Lund och var pastor i missionsförsamlingen Bethel i Eslöv 1923–1925. Han bedrev samtidigt  universitetsstudier och  blev filosofie kandidat 1924, teologie kandidat 1928. Han blev  teologie licentiat 1943 och disputerade 60 år gammal för teologie doktorsgraden 1951 på en avhandling om en judisk liturgisk handbok från 800-talet., Seder R. Amaram  Gaon. Han var där inspirerad av sin lärare professor Hugo Odeberg. Teologen och språkvetaren Tryggve Kronholm disputerade 1974 på en avhandling som kan sägas utgöra  del 2 av Hedegårds arbete.
Hedegård var lärare vid Teologiska seminariet på Lidingö 1928–1940. År 1930 utgav han boken Den gammaltestamentliga offertjänsten där han steg fram som en konservativ bibelteolog; boken var ett slags svar till SMF:s missionsföreståndare Axel Anderssons bok Präster och profeter inom den bibliska religionsutvecklingen som kommit ut året innan. 

### Verksam inom Svenska Alliansmissionen
På grund av skiljaktiga meningar om bibelsynen lämnade  Hedegård Missionsförbundet 1940 och var 1941–1948 rektor vid Alliansmissionens seminarium i Kortebo vid Jönköping. Han kom därigenom att prägla en generations blivande pastorer inom samfundet. 
Hedegård var initiativtagare till Förbundet för Biblisk Tro 1937 och utgav sedan dess och till sin död dess tidskrift För biblisk tro Han var ocskå en av initiativtagarna till Nordens Evangeliska Råd, vars ordförande han var under hela dess verksamhetstid, 1955–1968.
Tillsammans med den finske professorn Aapeli Saarisalo utgav han Biblisk uppslagsbok. Handbok för bibelläsare (1939) som kommit ut i fem omarbetade upplagor. 

### Kritik mot Kyrkornas världsråd
Hedegård var starkt kritisk mot Kyrkornas världsråd, som han menade byggde på en liberalteologisk bas. Han framlade sin uppfattning i en bok med den provokativa titeln Söderblom, påven och det stora avfallet (1953). I senare upplagor modifierades titeln till  Ekumenismen och Bibeln (1968). Boken översattes till engelska med denna titel och gavs ut i USA. När det kristdemokratiska partiet bildades 1964 var han också kritisk och utgav boken Är KDS ett misstag? Några kritiska synpunkter på Kristen demokratiska samling (1966). 

### Nya testamentet på vår tids språk
David Hedegårds uppmärksammade och mycket använda översättning av Nya Testamentet på vår tids språk utgavs i två band 1964–1965 och gav honom  ett stort anseende i hela den svenska kristenheten. Utgivningen föregicks av en rad mindre provöversättningar, som han redan från 1950-talet  successivt publicerade i sin tidskrift För biblisk tro . Översättningen blev en stor försäljningsframgång och användes  inte minst inom skola och konfirmandundervisning, och den utkom i många upplagor. Hans översättning påverkade påtagligt utvecklingen, då den visade hur det var ovedersägligt att Gustaf V:s bibel från 1917 blivit föråldrad i sitt språk och att Sverige behövde en ny officiell bibelöversättning. Först tio år  efter Hedegårds död blev en sådan färdig i Bibel 2000: för Nya testamentet 1981 och Gamla testamentet 2000. Därefter fanns inte längre ett allmänt behov av Hedegårds pionjärverk.

### Verksam inom Evangeliska Fosterlandsstiftelsen
På äldre dagar engagerade sig Hedegård inom Evangeliska fosterlandsstiftelsen (EFS) Med tiden distanserade han sig också från denna rörelse, inte minst därför att en av dess centrala gestalter, rektorn för dess utbildningsanstalt Johannelund Torsten Nilsson, var mycket  engagerad i Biskopsmötets bibelkommission, där han ingick, och ville under arbetet där styra EFS i den riktning som den drev. Nilssons position åstadkom en mycket livlig debatt inom EFS, där Hedegård var en av de skarpaste kritikerna.

### Stiftelsen Biblicum
Hedegård bildade 1968 Stiftelsen Biblicum bland annat tillsammans med domprosten Gustaf Adolf Danell. Sedan Biskopsmötets bibelkommission 1970 lagt fram sitt för Svenska kyrkan inflytelserika betänkande Bibelsyn och bibelbruk utgav de 1971 den mot detta kritiska skriften Det står skrivet. Biblicum svarar Biskopsmötets bibelkommission. Både betänkandet och svarsskriften åstadkom en omfattande debatt. Biblicum kom senare att splittras då Hedegård, till skillnad från Danell och andra i styrelsens minoritet, drev på den utveckling som skulle leda till bildandet av ett nytt frikyrkosamfund, Lutherska bekännelsekyrkan. Innan detta konstituerades hade Hedegård dock avlidit

### Familj
David Hedegård var son till lantbrukaren Oscar Carlsson och Emma Åberg. Han är gravsatt på Heda kyrkogård i Östergötland.